# Roger P. Scheer

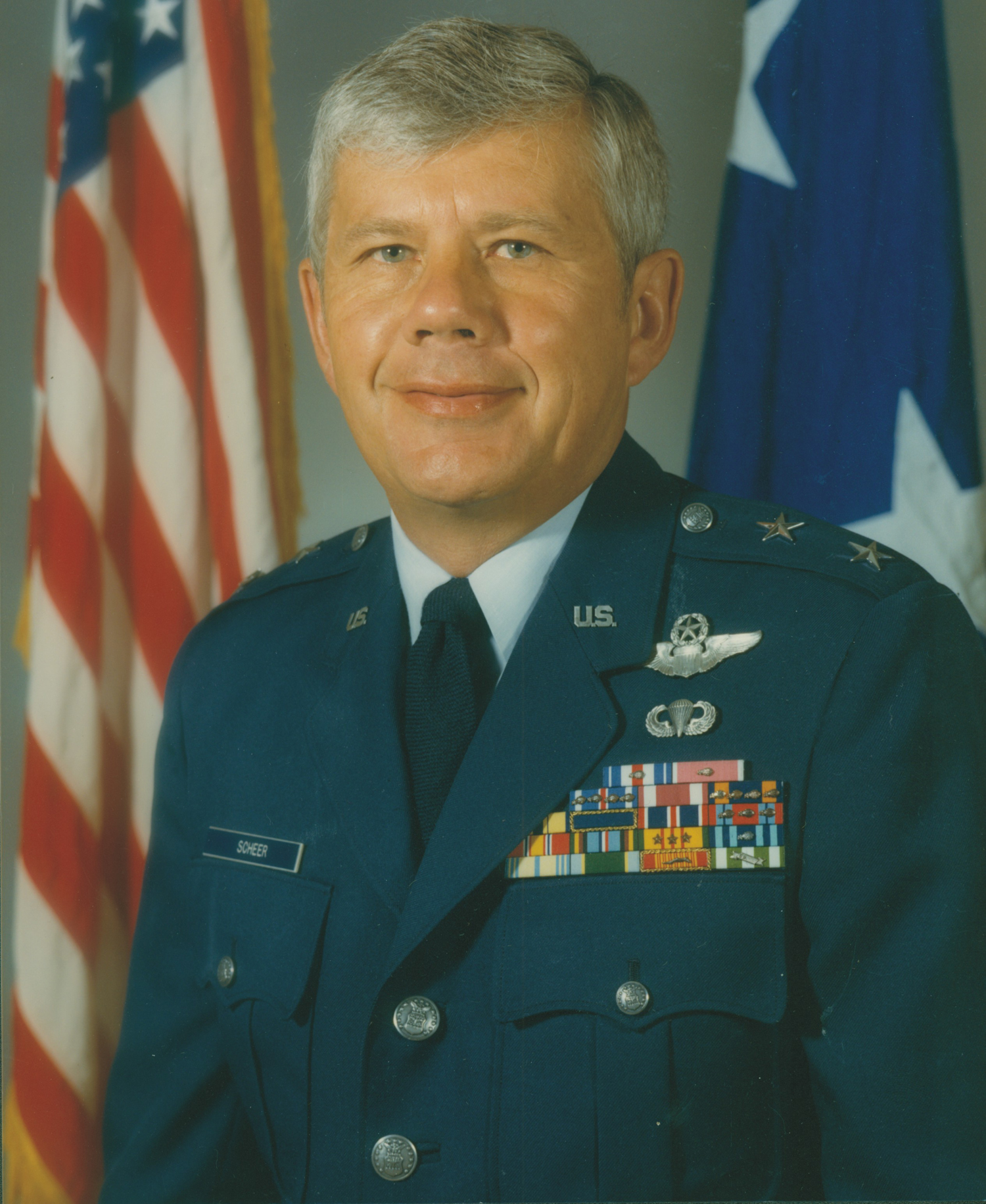
Roger P. Scheer

Roger Paul Scheer (* 13. November 1934 in Akron, Colorado) ist ein pensionierter Generalmajor der United States Air Force. Er war unter anderem Kommandeur der 10. Luftflotte.
Er besuchte die High School in Hinsdale in Illinois. Über das ROTC-Programm der University of Colorado Boulder gelangte er im Jahr 1958 in das Offizierskorps der United States Air Force. Dort durchlief er anschließend alle Offiziersränge vom Leutnant bis zum Zwei-Sterne-General.
Im Lauf seiner militärischen Karriere absolvierte er verschiedene Kurse und Schulungen. Dazu gehörten unter anderem eine Ausbildung zum Kampfpiloten und weitere Fortbildungskurse als Pilot neuer Flugzeugtypen. In seinen frühen Jahren als Offizier der Luftwaffe war er unter anderem als Pilot an verschiedenen Stützpunkten stationiert, Ende der 1950er und Anfang der 1960er Jahre in Deutschland auf der Ramstein Air Base und der Spangdahlem Air Base.
Nach zwischenzeitlich anderen Verwendungen, wozu auch ein kurzer Aufenthalt auf der Kadena Air Base in Japan gehörte, wurde er im Sommer 1965 auf die Korat Royal Thai Air Force Base in Thailand versetzt. Von dort aus war er bis zum Jahr 1967 als Pilot im Vietnamkrieg eingesetzt und flog 168 Kampfeinsätze. Im Juli 1969 kehrte er nach Südostasien zurück. Auf der Takhli Royal Thai Air Force Base, ebenfalls in Thailand, gehörte er dem Stab des 355. Kampfgeschwaders (355th Tactical Fighter Wing) an, wo er unter anderem weitere Kampfeinsätze flog.
Im März 1970 verließ Scheer den aktiven Militärdienst. Für einige Zeit war er Börsenmakler in Chicago. Dann wurde er in der Marketingabteilung der Firma Fairchild tätig. Im Jahr 1972 kehrte er als Vollzeittechniker zur Luftwaffe zurück. In der Folge war er bei Reserveeinheiten tätig. Auf der Tinker Air Force Base in Oklahoma gehörte er der 507th Tactical Fighter Group an. Im Januar 1973 erhielt er das Kommando über diese Einheit. Im Mai 1977 wurde er auf die Carswell Air Force Base in Texas versetzt, wo er das Kommando über das 301. Kampfgeschwader (301st Tactical Fighter Wing) erhielt, das der 10. Luftflotte unterstand. Zwischen April 1983 und Mai 1985 gehörte er dem Stab des Hauptquartiers der Air Force an. Dort war er in der Abteilung für Reserveangelegenheiten tätig (deputy to the chief of Air Force Reserve).
Am 1. Mai 1985 übernahm Roger Scheer auf der Bergstrom Air Force Base in Texas als Nachfolger von James C. Wahleithner das Kommando über die 10. Luftflotte. Dieses Amt bekleidete er bis zum 1. November 1986, als er von William B. McDaniel abgelöst wurde. Anschließend leitete er im Hauptquartier der Luftwaffe die Stabsabteilung, die für Reserveangelegenheiten zuständig war (chief of Air Force Reserve), und gleichzeitig auf der Robins Air Force Base in Georgia die damalige Air Force Reserve, eine Vorgängerorganisation des späteren Air Force Reserve Commands. Im Jahr 1990 schied er aus dem Militärdienst aus.
Während seiner aktiven Zeit als Militärpilot absolvierte er über 5000 Flugstunden auf verschiedenen Flugzeugtypen.
In den Jahren 1991 und 1992 war er als Assistant Deputy Secretary of Defense ranghoher Mitarbeiter im Verteidigungsministerium.

## Orden und Auszeichnungen
Roger Scheer erhielt im Lauf seiner militärischen Laufbahn unter anderem folgende Auszeichnungen:
- Silver Star
- Legion of Merit
- Distinguished Flying Cross
- Meritorious Service Medal
- Air Medal
- Air Force Commendation Medal
- Presidential Unit Citation Emblem
- Combat Readiness Medal
- National Defense Service Medal
- Armed Forces Expeditionary Medal
- Vietnam Service Medal
- Armed Forces Reserve Medal
- Gallantry Cross (Südvietnam)
- Vietnam Campaign Medal (Südvietnam)